# Pedersborg Sogn
Pedersborg Sogn 
ist eine Kirchspielsgemeinde (dän.: Sogn) in der Stadt Sorø
auf der Insel Sjælland im südlichen Dänemark.
Bis 1970 gehörte sie zur Harde Alsted Herred im damaligen Sorø Amt, danach zur Sorø Kommune im Vestsjællands Amt, die im Zuge der  Kommunalreform zum 1. Januar 2007 in der „neuen“ Sorø Kommune in der Region Sjælland aufgegangen ist.

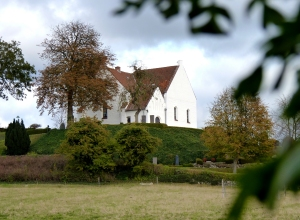
Pedersborg Kirke

Von den 8271 Einwohnern von Sorø leben 3289 im Kirchspiel Pedersborg (Stand: 1. Januar 2023). Im Kirchspiel liegt die Kirche „Pedersborg Kirke“.
Nachbargemeinden sind im Nordwesten Bromme Sogn, im Nordosten Munke Bjergby Sogn, im Osten Bjernede Sogn, im Südosten Slaglille Sogn und Sorø Sogn und im Süden Lynge Sogn, ferner in der westlich benachbarten Slagelse Kommune Kindertofte Sogn.

## Söhne und Töchter der Gemeinde
- Jens Kristian Jensen (1885–1956), Turner
- Poul Kops (1915–2000), Boxer
- Ebbe Kops (1930–2021), Boxer